# ادج هیل (جورجیا)
ادج هیل، جورجیا (به انگلیسی: Edge Hill, Georgia) یک شهر در ایالات متحده آمریکا با جمعیت ۳۰ نفر است که در جورجیا واقع شده‌است.

## موقعیت جغرافیایی
موقعیت جغرافیایی شهرها و مناطق اطراف به شرح زیر است: